# بيرت إيكوف
بيرت إيكوف (بالإنجليزية: Bert Eckhoff)‏ هو لاعب دوري الرغبي نيوزيلندي، ولد في 18 أكتوبر 1901، وتوفي في 9 ديسمبر 1967.